# Dorothea Douglassová Chambersová
Dorothea Katherine Lambertová Chambersová (3. září 1878, Ealing – 7. ledna 1960, Kensington, Londýn) byla anglická tenistka, olympijská vítězka ve dvouhře z Letních olympijských her 1908 konaných v Londýně, čtyřnásobná poražená finalistka a sedminásobná vítězka dvouhry ve Wimbledonu.

## Tenisová kariéra
Narodila se v roce 1878 jako Dorothea Katherine Douglassová v Guayamasu (Ealing). Roku 1900 se poprvé účastnila Wimbledonu. O tři roky později získala svůj první titul ve dvouhře. V roce 1907 se provdala za Roberta Lamberta Chamberse a přijala jeho příjmení.
Je autorkou knihy Tennis for Ladies (Tenis pro ženy), která vyšla roku 1910. Publikace obsahuje rady z oblasti tenisu pro ženy, které se chtěly věnovat hře, včetně vhodného oblečení, vybavení a obrazové dokumentace techniky.
Roku 1911 zvítězila ve wimbledonském finále výsledkem 6–0, 6–0. Do současnosti je tak jednou ze tří tenistek historie, které ve finále jakéhokoli Grand Slamu neztratily ani jednu hru. Druhou hráčkou stala Steffi Grafová, která porazila ve finále French Open 1988 Natašu Zverevovou stejným výsledkem, třetí pak právě ve Wimbledonu v roce 2025 Polka Iga Świąteková, která nepovolila ani jednu hru Amandě Anisimovové.
V roce 1919 vytvořila další ženský wimbledonský rekord, který nebyl překonán. Je jím nejdelší wimbledonské ženské finále, v němž bylo odehráno 44 gamů. Soupeřkou byla Francouzka Suzanne Lenglenová. I přes dva mečboly Lambertové Chambersové za stavu 6–5 ve 3. setu nakonec triumfovala Lenglenová výsledkem 8–10, 6–4, 9–7.
Aktivní kariéru ve dvouhře ukončila v roce 1921, ale poté stále hrála až do roku 1927 turnaje v ženské čtyřhře. V letech 1924 až 1926 byla kapitánkou britského družstva ve Wightman Cupu a v roce 1928 se vydala na dráhu profesionální trenérky.
Zemřela v londýnském Kensingtonu. V roce 1981 byla in memoriam uvedena do Mezinárodní tenisové síně slávy.

## Grand Slam – statistika
- Wimbledon
  - Vítězka ženské dvouhry: 1903, 1904, 1906, 1910, 1911, 1913, 1914
  - Finalistka ženské dvouhry: 1905, 1907, 1919, 1920
  - Finalistka ženské čtyřhry: 1913, 1919, 1920
  - Finalistka smíšené čtyřhry: 1919

## Finálová utkání na Grand Slamu

### Vítězství (7)
| Rok  | Turnaj        | Finalistka                    | Výsledek      |
| 1903 | Wimbledon     | Ethel Thomsonová Larcombeová  | 4–6, 6–4, 6–2 |
| 1904 | Wimbledon (2) | Charlotte Cooperová Sterryová | 6–0, 6–3      |
| 1906 | Wimbledon (3) | May Suttonová                 | 6–3, 9–7      |
| 1910 | Wimbledon (4) | Dora Boothbyová               | 6–2, 6–2      |
| 1911 | Wimbledon (5) | Dora Boothbyová               | 6–0, 6–0      |
| 1913 | Wimbledon (6) | Winifred Slococková McNairová | 6–0, 6–4      |
| 1914 | Wimbledon (7) | Ethel Thomsonová Larcombeová  | 7–5, 6–4      |

### Finalistka (4)
| Rok  | Turnaj    | Vítězka            | Výsledek       |
| 1905 | Wimbledon | May Suttonová      | 6–3, 6–4       |
| 1907 | Wimbledon | May Suttonová      | 6–1, 6–4       |
| 1919 | Wimbledon | Suzanne Lenglenová | 10–8, 4–6, 9–7 |
| 1920 | Wimbledon | Suzanne Lenglenová | 6–3, 6–0       |